# Apelul la tradiție
Apelul la tradiție, cunoscut și ca argumentum ad antiquitatem sau falsa inducție, este o eroare logică comună în care o teză e considerată corectă pentru că se corelează cu vreo trecută sau prezentă tradiție sau pentru că "dintotdeauna lucrurile au fost făcute intr-un anume mod".

## Logica
Acest gen de raționament poate avea următoarea formă:
X este vechi sau tradițional.
Prin urmare X este corect sau e mai bun.

## Explicație
Un asemenea raționament este greșit deoarece vechimea unui lucru anume nu-l face automat să fie corect sau mai bun decât un lucru mai nou.
Un apel la tradiție esențial face două asumpții:
- Vechiul mod de a gândi a fost dovedit ca fiind corect la momentul când a fost introdus. Însă în actualitate acesta poate fi fals - tradiția e posibil să fie bazată pe fundamente incorecte.

- Vechea justificare pentru tradiție e validă și în prezent. Însă în cazurile în care circumstanțele s-au schimbat, această asumpție poate fi falsă.

Totuși nici faptul că dacă ceva este mai nou în mod necesar e mai bun decât ceva vechi așa cum nici dacă ceva este vechi nu înseamnă că este mai bun decât ceva mai nou. Astfel opusul apelului la tradiție este un apel la noutate. Vârsta a ceva anume, în general, nu are legătură cu calitatea sau corectitudinea în acest context.

## Exemple
- "În societatea noastră întotdeana oamenii au călărit. Este prostesc să începem să conducem automobile."

Caii nu mai sunt adecvați pentru distanțe lungi și mai ales când călătoria se vrea a fi rapidă prin locuri unde automobilele pot trece. Mai mult de atât a existat un moment în trecut când strămoșii noștri au făcut schimbarea de la mersul pe jos la călărie.
- "Invenția ta e o idee proastă pentru că nu are un precedent în istorie."

Faptul că ceva nu a mai fost încercat înainte nu garantează că nu va avea succes.
- "Aceste reguli au fost scrise acum 100 de ani și noi întotdeauna le-am urmat. De aceea nu e nevoie să le schimbăm."

Societatea în care au fost scrise regulile e posibil să se fi schimbat, prin urmare regulile s-ar putea să nu mai fie valide.
- "Uciderea inocenților este un rău deoarece a fost considerat așa de la începuturile civilizației."

Raționamentul e defectuos, a ucide este considerat a fi greșit din rațiuni etice care au fost date atunci când prima dată s-a considerat a fi așa, rațiuni care încă sunt valabile și azi și deci a ucide nu este greșit doar pentru simplul fapt că tradiția o condamnă. Dacă a fost corect să se considere o greșeală, putem considera și azi corect că este o greșeală.
- "Femeile în societatea noastră au fost întotdeauna considerate ca o proprietate pe care bărbatul o putea vinde după bunul plac. Nu e corect să le dăm drepturi egale cu bărbații."

Menținerea unui statut inferior al femeilor poate fi demonstrată a nu fi corectă, indiferent că acea societate în mod tradițional a permis acest lucru.